# Wagon Mound
Wagon Mound è un villaggio degli Stati Uniti d'America, situato nello stato del Nuovo Messico, nella contea di Mora.